# Die Balkankriege (Trotzki)

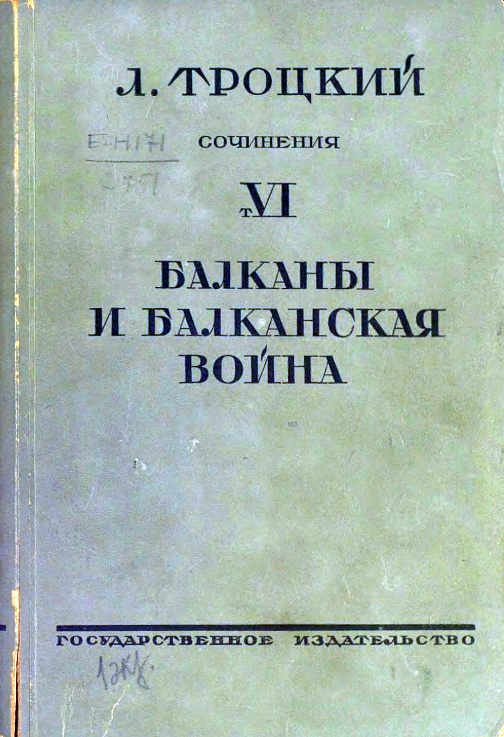
Abdeckung der sowjetischen Ausgabe (1926)

Die Balkankriege 1912–1913 war eine Reihe von Artikeln, die Leo Trotzki in der russischen Zeitung Kijewskaja mysl (russisch Киевская мысль, deutsch Kiewer Gedanke) während der Balkankriege 1912–1913 veröffentlichte. In der UdSSR wurde Trotzkis Kriegskorrespondenz als sechster Band seiner gesammelten Werke unter dem Titel „Der Balkan und der Balkankrieg“ (russisch Балканы и Балканская война, 1926) veröffentlicht. Englische Übersetzung des Buches erschien 1980; 1993 wurde es im Zusammenhang mit den Jugoslawienkriegen als wichtige Quelle für die Geschichte der Balkanhalbinsel neu herausgegeben.

## Deutsche Ausgabe
- Leo Trotzki: Die Balkankriege 1912–1913. Arbeiterpresse-Verl., Essen 1996, ISBN 978-3-88634-058-3 (585 S., russisch: Балканы и Балканская война. Sowjetunion 1926. Übersetzt von Hannelore Georgi und Harald Schubärth).